# Le Jardin
Le Jardin era una comuna francesa que estaba situada en el departamento de Corrèze, de la región de Nueva Aquitania, que el 1 de enero de 2022 pasó a formar parte de la comuna nueva de Montaignac-sur-Doustre.

## Demografía
| Gráfica de evolución demográfica de Le Jardin entre 1800 y 2019 |
|                                                                 |

Los datos demográficos contemplados en este gráfico de la comuna de Le Jardin se han cogido de 1800 a 1999 de la página francesa EHESS/Cassini, y los demás datos de la página del INSEE.